# Domenico Fiasella

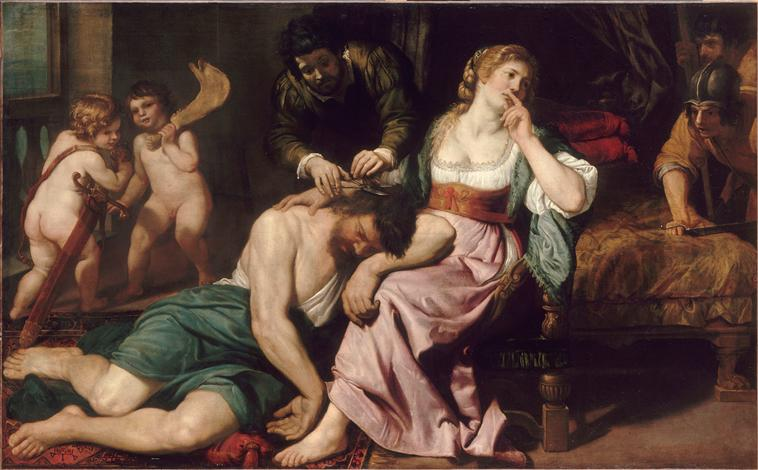
Sansón y Dalila, (Museo del Louvre).

Domenico Fiasella, llamado il Sarzana por su localidad de origen, (Sarzana, 12 de agosto de 1589-Génova, 19 de octubre de 1669) fue un pintor italiano que vivió y trabajó durante la época manierista tardía y el primer barroco.

## Biografía
Hijo de Giovanni Fiasella, que trabajaba como platero. Con sólo once años entró como aprendiz en el taller de Aurelio Lomi, que residió en Génova de 1597 a 1604. Después se convertiría en ayudante de Giovanni Battista Paggi, gracias a la influencia del obispo de Sarzana, monseñor Salvago. En 1607 marchó a Roma en viaje de estudios. Allí pudo admirar y copiar la obra de Rafael y otros grandes maestros renacentistas como Miguel Ángel o Tiziano. También frecuentó la Accademia del Nudo.

Durante su estancia romana, Fiasella trabó amistad con Orazio Gentileschi, gracias al cual conoció las tendencias caravaggescas, si bien en la versión algo más atenuada y amable del pintor pisano. También gracias a él consiguió la protección del marqués Vincenzo Giustiniani, que le encargó algunas telas. Giustiniani había sido uno de los mecenas del difunto Caravaggio.

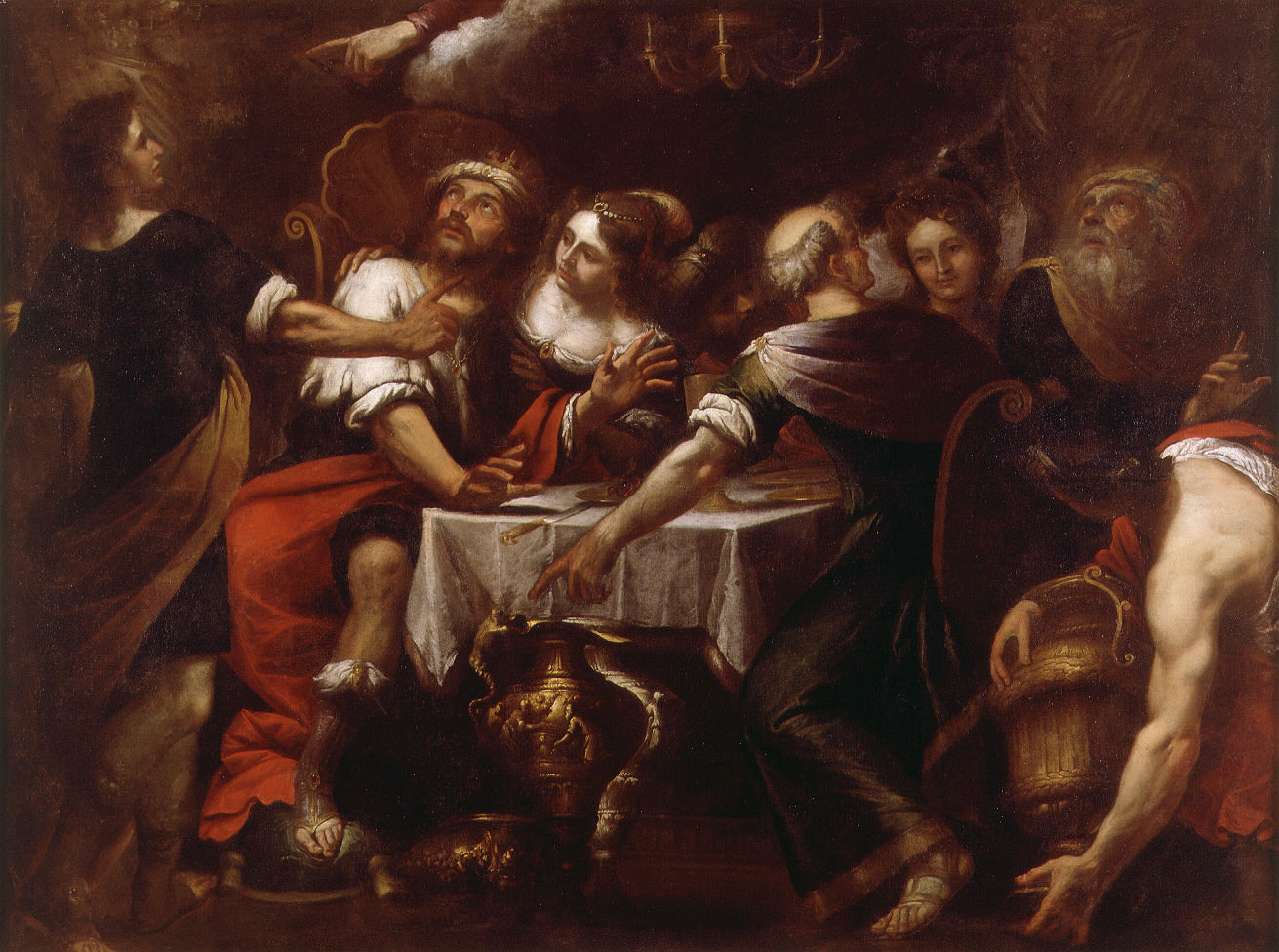
El festín de Baltasar, de Domenico Fiasella.. (Museo de Bellas Artes de Valencia).

Fiasella consiguió el reconocimiento de Guido Reni, uno de los más célebres pintores de la época, gracias a una Natividad (perdida) que expuso en Santa Maria della Scala. Gracias a esta fama recién adquirida fue reclamado por maestros consagrados como el Cavaliere di Arpino o Domenico Passignano para colaborar con ellos en diversos proyectos de envergadura. En 1616 decidió volver a su patria, siendo ya un joven pintor de prestigio cada vez mayor.
En 1617 le encontramos trabajando en Sarzana, y poco después emprende la decoración del Palazzo Lomellini en Génova, que le dio también el prestigio como frescante. En 1630 la República de Génova le encomienda un prestigioso encargo: el diseño de la estatua de la Virgen como Reina de Génova, que habría de ser utilizada como imagen oficial del estado. La obra sería realizada en bronce por el escultor Giovanni Battista Bianco (1632).
Fiasella se convirtió posiblemente en el pintor más afamado en la Génova de su época; alrededor de su figura se formó un gran taller en el que se formaron muchos artistas de la siguiente generación, como Valerio Castello.

## Obras destacadas
- Huida a Egipto (1615, Bob Jones University Museum, Greenville)
- Cristo resucita al hijo de la viuda de Naim (1615, Ringling Museum of Art, Florida)
- Cristo curando al ciego (1615, Ringling Museum of Art, Florida)
- Virgen con el Niño y San Lázaro (1616, San Lazzaro, Sarzana)
- Adoración de los Pastores (1617, San Francesco, Sarzana)
- Frescos del Palazzo Lomellini (1621, Génova)
  - Historia de Esther
- Martirio de Santa Bárbara (1622, San Marco, Génova)
- San Nicolás, San Lázaro y San Jorge (1626, Santa Maria Assunta, Sarzana)
- Santa Lucía, Santa Bárbara y Santa Apolonia  (1626, Santa Maria Assunta, Sarzana)
- Virgen con el Niño, San Bernardino de Siena y Salvatore d'Orta (1630, San Francesco, Sarzana)
- Asunción de la Virgen (1632, Nostra Signora del Monte, Génova)
- Magdalena penitente (Museo Palazzo Bianco, Génova)
- El profeta Isaías ante el rey Ezequías moribundo (Museo Palazzo Bianco, Génova)
- Virgen con Niño y ángeles (Museo Palazzo Bianco, Génova)
- La imperturbabilidad del filósofo Anaxandro (Museo Palazzo Bianco, Génova)
- La familia de Vincenzo Imperiale en la Villa de Sanmpierdarena (Museo Palazzo Bianco, Génova), realizado a medias con Giovanni Battista Casoni.
- Las dos familias de Abraham (Museo Palazzo Bianco, Génova)
- Autorretrato (Pinacoteca Civica, Ascoli Piceno)
- Anunciación (Santa Maria Assunta, Roccasecca dei Volsci)
- Vestición de Santa Clara (1648, Museo Diocesano, Sarzana)
- Matanza de los Inocentes (1653, Catedral de Santa Maria, Sarzana)
- Santa Clara ahuyenta a los sarracenos (1667, San Giovanni Decollato, Montoggio)